# Thomas Goritzki
Thomas Goritzki (* 1952 in Oberndorf am Neckar) ist ein deutscher Schauspieler und Theaterregisseur.

## Leben
Thomas Goritzki absolvierte seine Schauspielausbildung von 1973 bis 1977 an der Hochschule der Künste HdK Berlin.
Er wohnt derzeit in Köln. Er hat schon in einer Vielzahl von Fernsehproduktionen mitgewirkt und ist auch als Theaterregisseur tätig. 2017 heiratete er seine langjährige Lebensgefährtin Tatjana Clasing.

## Filmografie

### Fernsehen (Auswahl)
- 1977: Der Weilburger Kadettenmord
- 1980: St. Pauli-Landungsbrücken (Fernsehserie, eine Folge)
- 1993: Tatort: Bienzle und die schöne Lau (Fernsehreihe)
- 1994: Tatort: Bienzle und das Narrenspiel
- 1997: Kinderärztin Leah
- 1998: Alarm für Cobra 11
- 1999: Tatort: Bienzle und die blinde Wut
- 1999–2003: Für alle Fälle Stefanie
- 2000: Bronski und Bernstein
- 2001: Alphateam – Die Lebensretter im OP
- 2002: SK Kölsch
- 2002: Tatort: Fakten, Fakten …
- 2002: Tatort: Reise ins Nichts
- 2003: Der letzte Zeuge
- 2003: Tatort: Bienzle und der Tod im Teig
- 2004–2005: Das Kanzleramt
- 2005: Inga Lindström: Inselsommer
- 2005: Der Landarzt
- 2006: SOKO Köln
- 2007: Herzog
- 2009–2010: Alles was zählt
- 2012: In aller Freundschaft (Fernsehserie, Folge Frohe Ostern überall)
- 2016: Unter uns (als Ottmar Pütz)
- 2017–2020: Professor T. (Fernsehserie)
- 2019: Tatort: Kaputt
- 2019: Die Füchsin – Im goldenen Käfig
- 2019: Bettys Diagnose (Fernsehserie, Folge Glücksgefühl)
- 2020: Heldt (Fernsehserie, Folge Die Träume der anderen)
- 2022: In aller Freundschaft (Fernsehserie, Folge Katastrophenalarm)

### Kino
- 2009: Mitten im Sturm
- 2016: Die Mitte der Welt

### Theater (Auswahl)
- 1990: Der zerbrochene Krug (Staatstheater Stuttgart)
- 1990: Alkestis (Staatstheater Stuttgart)
- 1996: Angels in Amerika (Theater Essen)
- 1997: Groß und Klein (Theater Essen)
- 1998: Geschichten aus dem Wienerwald (Bühnen der Stadt Köln)